# كاسيميرو توريس (لاعب كرة قدم إسباني)
كاسيميرو توريس إيبانييث (بالإسبانية: Casimiro Torres Ibáñez) مواليد 18 يونيو 1959 هو لاعب كرة قدم ومدرب إسباني سابق، اشتهر بلعبه في مركز خط الوسط. بدأ مسيرته الكروية في توريفييخا، مسقط رأسه في لقنت، وانضم لاحقًا إلى صفوف ريال مدريد، حيث لعب بشكل أساسي مع الفريق الرديف كاستيا في دوري الدرجة الثانية الإسباني. خلال مسيرته، مثّل عددًا من الأندية الإسبانية مثل نادي قرطاجنة، سيلتا فيغو، لوغرونيس، وإلتشي، قبل أن يتحول إلى التدريب ويشرف على عدة فرق في الدرجات الدنيا، كما عمل في مناصب إدارية وفنية محلية.
لعب كظهير، حيث خاض 61 مباراة في لا ليغا مع أندية ريال مدريد، سيلتا فيغو، لوغرونيس، وإلتشي. وفي الدوري الإسباني الدرجة الثانية، لعب 259 مباراة وسجل 5 أهداف مع فرق كاستيا، قرطاجنة، لوغرونيس، وإلتشي.
كمدرب، تولى توريس تدريب فريق إلتشي لفترتين قصيرتين في الدرجة الثانية خلال أوائل الألفية الثانية.

## المسيرة الاحترافية
وُلد كاسيميرو توريس في توريبييخا التابعة لمحافظة لقنت، وبدأ مسيرته الكروية في فريق الناشئين بنادي مدينته اليكانتي، قبل الانتقال إلى ريال مدريد. استهل مشواره الاحترافي مع الفريق الرديف ريال مدريد كاستيا في دوري الدرجة الثانية الإسباني.كان ضمن صفوف الفريق الذي بلغ نهائي كأس ملك إسبانيا لموسم 1979–80، حيث خسر المباراة بنتيجة 6–1 أمام الفريق الأول لريال مدريد في 4 يونيوبعد فوز ريال مدريد بلقبي الدوري الإسباني وكأس ملك إسبانيا، شارك الفريق الرديف في نسخة كأس الكؤوس الأوروبية 1980–81، حيث خاض كاسيميرو توريس مباراتي الذهاب والإياب أمام ويستهام يونايتد الإنجليزي. انتهت المواجهة بإقصاء ريال مدريد كاستيا بمجموع 6–4.
خاض كاسيميرو توريس مباراته الوحيدة مع الفريق الأول لريال مدريد في 11 أبريل 1982، عندما شارك ريال مدريد كاستيا في مباراة الدوري الإسباني بدلًا من الفريق الأول بسبب إضراب اللاعبين المحترفين. انتهت المباراة بفوز الفريق 2–1 خارج ملعبه أمام نادي كاستييون.في يونيو 1983، وقّع كاسيميرو توريس عقدًا مع نادي قرطاجنةالذي كان ينشط في دوري الدرجة الثانية الإسباني للموسم التالي. وبعد عامين، انتقل كاسيميرو توريس إلى سيلتا فيغو بعقدٍ لمدة ثلاث سنوات، ليكون أول صفقة يبرمها النادي استعدادًا لعودته إلى الدوري الإسباني.
بعد هبوط سيلتا، وقع توريس عقدًا مع لوغرونيس في الدرجة الثانية في يونيو 1986. لعب 35 مباراة وسجل هدفين وساعد الفريق في الصعود إلى الدرجة الأولى للمرة الأولى. وبعد انتهاء عقده في يونيو 1988، انتقل إلى نادي إلتشي في محافظته الأم، الذي كان يسعى لضمه منذ مغادرته كارتاخينا.

## المسيرة التدريبية
بعد إقالة تولو بلازا، عيّن نادي إلتشي كاسيميرو توريس مدربًا مؤقتًا في يناير 2000. قاد الفريق في مباراتين انتهتا بالتعادل؛ الأولى على ملعبه أمام نادي سالامانكا، والثانية خارج ملعبه أمام نادي ألباسيتي. وبعدها، تولى چورج داليساندرو المهمة كمدرب دائم للفريق. في أواخر مايو 2003، عاد كاسيميرو توريس لتولي تدريب إلتشي في ملعب مانويل مارتينيز فاليرو، بعد إقالة جولييان روبيو، مع تبقي خمس مباريات على نهاية الموسم. كان الفريق حينها يتقدم بثلاث نقاط فقط على منطقة الهبوط في دوري الدرجة الثانية الإسباني. تمكن إلتشي بقيادة كاسيميرو توريس من ضمان البقاء في دوري الدرجة الثانية الإسباني قبل الجولة الأخيرة، التي خاضها خارج أرضه أمام نادي لاس بالماس.
في عام 2005، عُيّن كاسيميرو توريس مدربًا لنادي نادي إلدينس الذي كان ينشط في تيرثيرا دي فيثيون. ونجح في قيادة الفريق إلى الصعود في موسمه الأول، بعد الفوز في المباراة النهائية من مرحلة الترقي على نادي جيرونا. في يوليو 2007، عُين مدربًا لنادي نوفيلدا ، أيضًا في الدرجة الرابعة.
في عام 2009، تولى كاسيميرو توريس تدريب نادي قرطاجنة، الفريق الرديف الجديد لنادي قرطاجنة، الذي ينافس في الدوري الإسباني الدرجة الرابعة. جمع بين هذا المنصب ودور منسق رياضي في مجلس مدينة تورريفايخا. في يونيو 2011، أعلن حل الفريق، وأشار إلى الصعوبات التي واجهها في إيجاد نادٍ جديد.
لاحقًا انضم توريس إلى النادي الجديد في مدينته إف سي تورريفايخا كمساعد مدرب، وتولى تدريب الفريق لفترة قصيرة قبل أن يُقال في نهاية 2012، مع وجود الفريق في المركز الرابع عشر وبفارق أربع نقاط عن مراكز الهبوط في منتصف الموسم.